# SA 8000
Social Accountability 8000 (SA 8000) é uma norma internacional para sistemas de gestão de responsabilidade social. Foi desenvolvido em março de 1997 pela Social Accountability International, anteriormente o Council on Economic Priorities Accreditation Agency, por um conselho consultivo composto por sindicatos, ONGs, organizações da sociedade civil e empresas. Os critérios do SA 8000 foram desenvolvidos a partir de vários códigos corporativos e da indústria para criar uma norma comum para conformidade com o bem-estar social. A versão atual (2014) da norma é construída sobre versões anteriores de 2001, 2004 e 2008. O objetivo desta norma é incentivar as organizações a desenvolver, manter e aplicar práticas socialmente aceitáveis no local de trabalho, podendo ser integrada em outros sistemas de gestão.
A Itália é o país com mais organizações certificadas, seguida de Índia, China e Brasil 

## Introdução
A norma SA 8000 traz todos os requisitos e a metodologia de auditoria para uma correta avaliação das condições do local de trabalho. Estas condições incluem trabalho infantil, trabalhos forçados, segurança e saúde do trabalho, liberdade de associação, discriminação, práticas disciplinares, carga horária, benefícios e as responsabilidades da gerência em manter e melhorar as condições do trabalho.
A norma é considerada como a mais propícia para aplicação global de processos de auditoria de locais de trabalho, e pode ser implementada em instalações de qualquer porte, região ou setor da indústria. O CEPAA criou requisitos extremamente rigorosos para as organizações responsáveis pela certificação e registro, justamente para assegurar que os auditores sejam devidamente qualificados, que os procedimentos de certificação sejam meticulosamente implementados e que haja grande credibilidade junto ao público.

## Escopo
A norma SA 8000 se assemelha em muitos aspectos à série de normas ISO 9000, principalmente no que se refere a ações preventivas e corretivas, revisão gerencial, planejamento e eficácia na implementação e avaliação, controle de fornecedores, registros, além da necessidade de provas objetivas e constatáveis.
Entretanto, há algumas diferenças entre os requisitos da norma SA 8000 e os requisitos da série ISO 9000. Algumas características da norma SA 8000 incluem certos cuidados na divulgação de informações confidenciais a terceiros, a credibilidade dada a entrevistas com funcionários – que poderão ser confidenciais e ocorrer fora das dependências da empresa – e a coleta de provas em fontes externas à empresa, como, por exemplo, em departamentos locais de saúde, agências de estudos econômicos, igrejas ou escolas. O escopo do registro não deve se limitar a apenas alguns edifícios, linhas de montagem, processos ou divisões: todas as instalações deverão avaliadas, desde áreas de recreação até dormitórios, quando disponíveis.
Além da norma SA 8000 há outras normas nesta categoria, entre elas, o Fair Labor Association Code, o American Apparel Manufacturers Code, o International Council of Toys Industries Code, além de vários códigos próprios das empresas. Cada norma ou código tem pequenas variações em seu escopo, em seus requisitos de monitoração e aceitação. 
Os principais beneficiados da norma SA 8000 e de outros códigos de Responsabilidade Social incluem: 1) varejistas, em busca de garantias na cadeia de suprimentos, os gestores Relações Públicas e de mídia favorável; 2) empresas que apoiam o consumo de produtos “éticos” e “verdes”; 3) o interesse e a pressão dos próprios consumidores; 4) o setor que investe em responsabilidade social.

## Certificação
A certificação SA 8000 tem critérios que exigem que as organizações que buscam obter e manter a certificação devem ir além da simples conformidade com a norma. As organizações em potencial devem integrá-la em suas práticas de gestão e demonstrar conformidade contínua com a norma. A SA 8000 é baseada nos princípios das normas de direitos humanos, conforme descrito nas convenções da Organização Internacional do Trabalho, na Convenção das Nações Unidas sobre os Direitos da Criança e na Declaração Universal dos Direitos Humanos. Ela mede o desempenho das organizações em oito áreas importantes para a responsabilidade social no local de trabalho: trabalho infantil, trabalho forçado, segurança e saúde, livre associação e negociação coletiva, discriminação, práticas disciplinares, horas de trabalho e remuneração.